# Таёжный (Бурятия)
Таёжный — посёлок в Селенгинском районе Бурятии. Входит в сельское поселение «Иройское».

## География
Расположен в Хамар-Дабане в узкой, длиной до трёх и шириной до одного километра, межгорной долине на левом берегу реки Темник выше устья ручья Элигын. Ближайший населённый пункт, улус Удунга, находится в 30 км вниз по Темнику. Расстояние до районного центра, города Гусиноозёрска — 95 км к востоку, три четверти из которых приходится на горно-таёжную лесовозную дорогу, частично проходящую по бывшему Удунгинскому тракту. Лесовозной автодорогой длиной около 80 км посёлок связан с городом Бабушкин на берегу Байкала, с расположенной там станцией Мысовая на Транссибе.

## История
Посёлок основан в конце 1960-х годов как база леспромхоза, поставлявшего древесину на открытый в 1966 году Байкальский целлюлозно-бумажный комбинат. Древесина вывозилась лесовозами на станцию Мысовая, откуда по железной дороге доставлялась в Байкальск. Леспромхоз был закрыт в конце 1990-х годов.
12 мая 1978 года посёлок Таёжный, административно подчинённый Бабушкинскому горсовету Кабанского района, передан в состав Загустайского сельсовета Селенгинского района.
С 1996 года в посёлке нет централизованного электричества.
С 2006 по 2013 год посёлок образовывал отдельное сельское поселение «Таёжное».
В 2013 году сельские поселения «Иройское» и «Таёжное» были объединены в сельское поселение «Иройское» с административным центром в улусе Ташир.

## Население
| 2012 | 2013 |
| ---- | ---- |
| 144  | ↘142 |

## Инфраструктура
Почтовое отделение, фельдшерский пункт, основная общеобразовательная школа. Посёлок более 20 лет не имеет централизованного электроснабжения. На несколько часов в день действует дизель-генератор.